# Drwały (powiat pułtuski)
Drwały – wieś w Polsce położona w województwie mazowieckim, w powiecie pułtuskim, w gminie Zatory. Ma status sołectwa. Przez miejscowość przepływa niewielka rzeka Prut, dopływ Narwi.

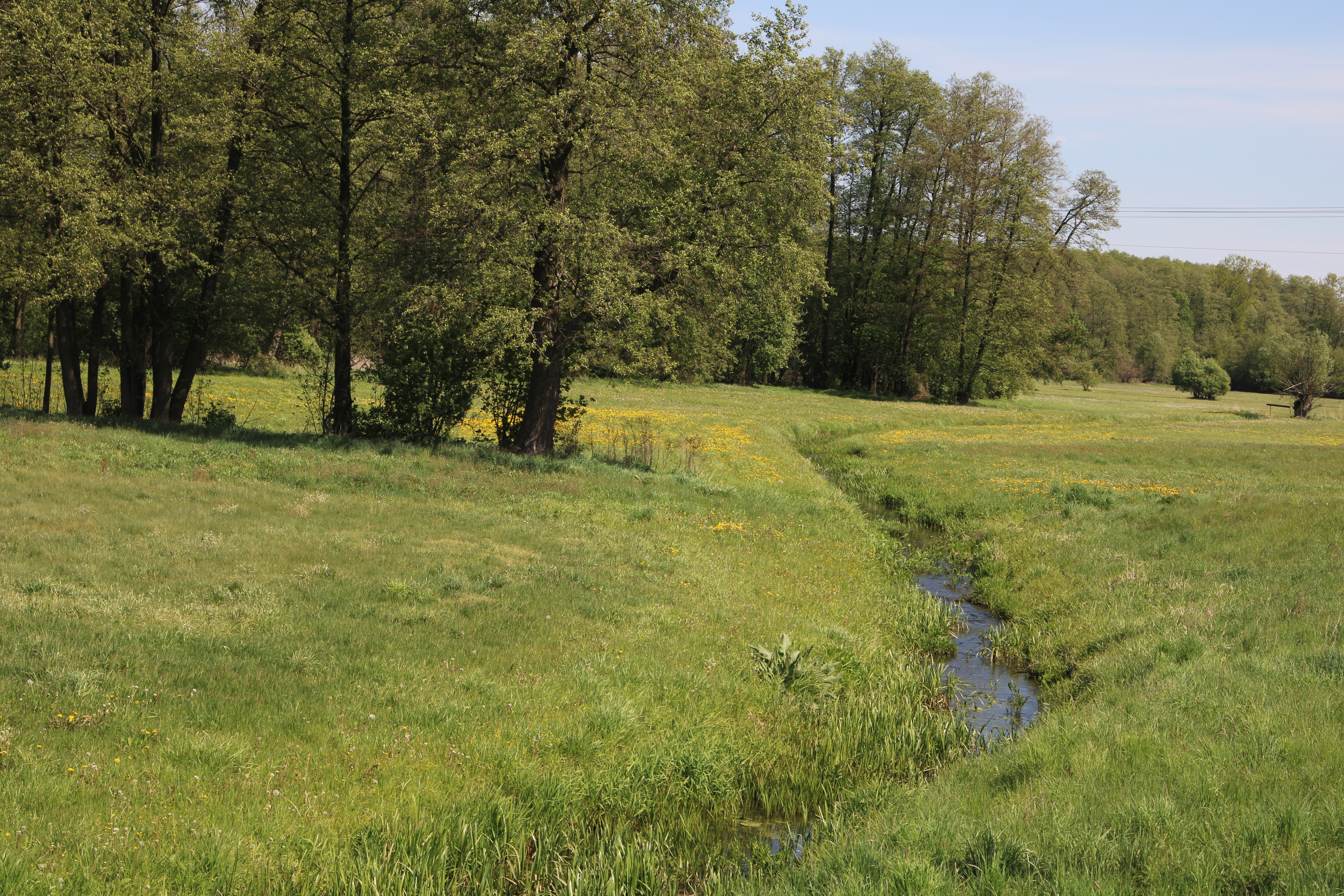
Rzeka Prut w Drwałach

Prywatna wieś duchowna położona była w drugiej połowie XVI wieku w powiecie kamienieckim ziemi nurskiej województwa mazowieckiego. W 1827 r. we wsi było 21 domostw i zamieszkiwało ją 153 mieszkańców. W latach 1975–1998 miejscowość należała administracyjnie do województwa ostrołęckiego.
We wsi znajduje się remiza Ochotniczej Straży Pożarnej, działała tu też cegielnia.
Wierni Kościoła rzymskokatolickiego należą do parafii św. Małgorzaty w Zatorach.
| SIMC    | Nazwa         | Rodzaj     |
| ------- | ------------- | ---------- |
| 0523784 | Kępa Zatorska | przysiółek |